# Archidiocèse de Tegucigalpa
L'archidiocèse de Tegucigalpa (Archidioecesis Tegucigalpensis) est une Église particulière de l'Église catholique du Honduras.

## Territoire
Le territoire de l’archidiocèse comprend le département de Francisco Morazán.

## Historique
Le diocèse de Tegucigalpa est créé le 2 février 1916 à partir du diocèse de Comayagua.
Il est démembré Le 6 mars 1949 pour créer la prélature territoriale de l'Immaculée Conception de Vierge Marie d'Olancho, le 13 mars 1963 pour créer le diocèse de Comayagua, le 8 septembre 1964 pour créer le vicariat apostolique de Choluteca et le 19 septembre 2005 pour créer le diocèse de Yoro.

## Églises importantes
L’église principale de l’archidiocèse est la cathédrale Saint-Michel-Archange (es) de Tegucigalpa.
La basilique Notre-Dame-de-Suyapa de Tegucigalpa, dédiée à Marie en Vierge de Suyapa (es), patronne du Honduras, est la seule autre église notable du territoire de l’archidiocèse. La Conférence épiscopale du Honduras lui donne le statut de sanctuaire national depuis 1954.

## Ordinaires
L'archevêque actuel est José Vicente Nácher Tatay, C.M. depuis le 26 janvier 2023.
Évêques
Archevêques
- José María Martínez y Cabañas du 2 février 1916 au 11 août 1921.
- Agustín Hombach, C.M. du 3 février 1923 au 17 octobre 1933.
- José de la Cruz Turcios y Barahona, S.D.B. du 8 décembre 1947 au 18 mai 1962.
- Héctor Enrique Santos Hernández, S.D.B. du 18 mai 1962 au 8 janvier 1993.
- Óscar Andrés Rodríguez Maradiaga, S.D.B. du le 8 janvier 1993 au 26 janvier 2023.